# Niccolò Caetani
Niccolò Caetani (ur. 23 lutego 1526 w Rzymie, zm. 1 maja 1585 tamże) – włoski kardynał.

## Życiorys
Urodził się 23 lutego 1526 roku w Rzymie, jako syn Camilla Caetaniego i Flaminii Savelli. Od dzieciństwa był przygotowywany do kariery kościelnej, jako protegowany Pawła III. 22 grudnia 1536 roku został kreowany kardynałem in pectore. Jego nominacja na kardynała diakona została ogłoszona na konsystorzu 13 marca 1538 roku i nadano mu diakonię San Nicola in Carcere. W 1537 roku został administratorem diecezji Bisignano i protonotariuszem apostolskim. W 1539 roku został biskupem Conzy, a sześć lat później – arcybiskupem Kapui. W 1549 roku zrezygnował z administrowania diecezją Bisignano, a w okresie 1550–1560 zarządzał diecezją Quimper (w randze administratora apostolskiego). W latach 1577–1578 pełnił funkcję kamerlinga Kolegium Kardynałów. Zmarł 1 maja 1585 roku w Rzymie.